# Friedrich Niedermayer (Mediziner)
Friedrich Niedermayer (* 22. August 1887 in Amberg; † 2. Mai 1959 in Freilassing) war ein deutscher Chirurg.

## Leben
Friedrich stammt wie sein Bruder Oskar aus einer Regensburger Beamten- und Kaufmannsfamilie und war der Sohn des Bauamtsassessor Friedrich Niedermayer und dessen Ehefrau Emme geb. Vogel. Niedermayer studierte Medizin in München. Während des Studiums wurde er dort im Corps Ratisbonia Mitglied. 1913 wurde er in Würzburg zum Dr. med. promoviert. Arzt war er in München und in Regensburg. Im Ersten Weltkrieg war er Gesandtschaftsarzt in Persien und im Irak. Nach der Rückkehr nach Deutschland war er Assistent bei Ferdinand Sauerbruch. Nach der Heirat mit Luise Rehlen wurde er 1921 Arzt am Krankenhaus in Obernzell. Ende 1929 wurde er Chefarzt des Städtischen Krankenhauses in Passau, das er bis 1955 leitete. Neben seiner ärztlichen Tätigkeit war Niedermayer von 1948 bis 1955 Stadtrat in Passau.

## Werke
- Zum Krebsproblem.  Gedanken eines Praktikers. Ablassmayer & Penninger, Passau 1936.
- Zum Krebsproblem und verwandten Gebieten. Infektion, Regeneration, Zellmutation, Befruchtung. Deuticke, Leipzig und Wien 1938.
- Was ist nun eigentlich der Krebs?. Deuticke, Wien 1941, 2. Aufl. 1945, 3. Aufl. 1947.